# Mictochroa ambigua
Mictochroa ambigua là một loài bướm đêm trong họ Noctuidae.